# Glinik Zaborowski
Glinik Zaborowski – wieś w Polsce położona w województwie podkarpackim, w powiecie strzyżowskim, w gminie Strzyżów.
| SIMC    | Nazwa       | Rodzaj    |
| ------- | ----------- | --------- |
| 0662793 | Domaradz    | część wsi |
| 0662801 | Dół         | część wsi |
| 0662818 | Duży Podlas | część wsi |
| 0662824 | Góra        | część wsi |
| 0662830 | Kąty        | część wsi |
| 0662847 | Kolonia     | część wsi |
| 0662853 | Łąki        | część wsi |
| 0662860 | Mały Podlas | część wsi |

W latach 1975–1998 miejscowość administracyjnie należała do województwa rzeszowskiego.
Miejscowość jest siedzibą parafii Matki Bożej Częstochowskiej, należącej do dekanatu Strzyżów, diecezji rzeszowskiej.
Glinik Zaborowski położony jest w północno-wschodniej części Gminy Strzyżów.
Przez sołectwo Glinik Zaborowski przebiega pasmo Strzyżowsko-Sędziszowskiego Obszaru Chronionego Krajobrazu, który odznacza się różnorodnymi formami terenu takimi jak: wąwozy, kotliny pokryte bogatą roślinnością, jary.
Do 1946 r. wieś stanowiła przysiółek Zaborowa.